# Alessandro Frola
Alessandro Frola (Parma, 3 settembre 2000) è un danzatore italiano, primo ballerino del Balletto di Amburgo dal 2023 al 2025 e del Wiener Staatsballett dal 2025.

## Biografia
Alessandro Frola è nato e cresciuto a Parma, dove ha cominciato a studiare danza nella scuola gestita dai genitori, entrambi ex ballerini; è il fratello minore di Francesco Gabriele Frola, primo ballerino dell'English National Ballet. Durante gli anni della sua formazione ha vinto premi di rilievo, classificandosi primo al Concorso Anna Pavlova nel 2009, secondo al Youth America Grand Prix nel 2012 e primo al Grand Prix Ciudad de Barcelona nel 2014. Grazie a queste e altre vittorie ha ottenuto borse di studio per perfezionarsi alle scuole estive della Royal Ballet School (2010-2016) e della School of American Ballet (2013). Nel 2015 ha interpretato l'eponimo protagonista in oltre cento repliche del primo allestimento italiano di Billy Elliot the Musical in scena al Teatro Sistina per la regia di Massimo Romeo Piparo. Nello stesso anno ha fatto la sua prima apparizione televisiva durante la prima semifinale di Italia's Got Talent.
Nel 2017 è stato tra i finalisti del Prix de Lausanne, grazie al quale ha ottenuto una borsa di studio per la Ballettzentrum Hamburg, la scuola del Balletto di Amburgo. Dopo aver conseguito il diploma nel 2019 è stato immediatamento scritturato dalla compagnia, di cui è diventato solista nel 2022. Nei suoi quattro anni con la compagnia ha danzato in ruoli di alto profilo in numerosi balletti di John Neumeier, tra cui il Principe Désiré ne La bella addormentata, Lisandro in Sogno di una notte di mezza estate, Mercuzio in Romeo e Giulietta, Wolf Beifeld in Liliom, Endimione in Sylvia, Federico il Grande in Morte a Venezia, Amore in Bernstein Dances e il Principe Siegfried ne Il lago dei cigni. Inoltre ha danzato nelle prime assolute di Dona Nobis Pacem e Peter and Igor. Al termine della stagione 2022/2023 è stato proclamato primo ballerino della compagnia. Ha lasciato il Balletto di Amburgo nel 2025 per unirsi al Wiener Staatsballett, diretto da Alessandra Ferri, in veste di primo ballerino.